# Makarij (Maletyč)
Makarij (světským jménem: Mykola Ivanovyč Maletyč; * 1. října 1944, Krasne) je ukrajinský duchovní Pravoslavné církve Ukrajiny a metropolita lvovský.

## Život
Narodil se 1. října 1944 ve vesnici Krasne Lvovské oblasti.
Po dokončení osmileté školy začal pracovat v sovchozu a oženil se s Jekatěrinou Andrijčykovou.
Roku 1975 nastoupil na Oděský duchovní seminář, ale byl vyloučen na příkaz zmocněnce pro náboženské záležitosti. Poté sloužil jako psalomščik ve městě Horlivka.
Dne 18. ledna 1975 byl rukopoložen na diákona a byl určen pro službu ve městě Kosťantynivka. Dne 10. srpna stejného roku byl rukopoložen na jereje.
Roku 1982 započal dálkové studium na Moskevském duchovním semináři. Poté sloužil jako klerik luhanské, rostovské a lvovské eparchie.
V září 1989 opustil jurisdikci Moskevského patriarchátu a vstoupil do Ukrajinské autokefální pravoslavné církve. V prosinci téhož roku mu metropolita kyjevský Filaret (Denysenko) zakázal vykonávat kněžskou službu.
Roku 1993 ovdověl.
Byl postřižen na monacha a přijal mnišské jméno Makarij.
Roku 1996 byl zvolen biskupem lvovským. Dne 3. listopadu 1996 proběhla jeho biskupská chirotonie. Světiteli byli patriarcha kyjevský Dymytrij, arcibiskup charkovský Ihor (Isičenko) a biskup Mefodij (Kudrjakov).
Roku 2001 byl povýšen na arcibiskupa a roku 2011 na metropolitu.
Od 27. února 2015 stál v čele církve jako locum tenens kyjevského trůnu a 4. června byl Místním soborem UAPC zvolen metropolitou kyjevským.
Svatý synod Konstantinopolského patriarchátu ve dnech 9.–11. října 2018 v rámci udělení autokefality Pravoslavné církvi Ukrajiny, rozhodl o obnovení kněžství metropolity Makaria.
Dne 5. února 2019 byl ustanoven metropolitou lvovským.